# Список аеропортів Угорщини
Список аеропортів Угорщини:
Усього в країні розташовано 5 міжнародних аеропортів, 4 цивільних внутрішньонаціональних, 4 військових і 31 інший (спортивні та ін.)

#### таблиця↓
| Містознахождення       | Медьє (область)     | ІКАО | ІАТА | Назва аеропорту                                              |
| ---------------------- | ------------------- | ---- | ---- | ------------------------------------------------------------ |
| Міжнародні аеропорти   |                     |      |      |                                                              |
| Будапешт               | Будапешт            | LHBP | BUD  | Міжнародний аеропорт імені Ференца Ліста (раніше "Феріхедь") |
| Дебрецен               | Гайду-Бігар         | LHDC | DEB  | Міжнародний аеропорт Дебрецена                               |
| Шармеллек              | Зала                | LHSM | SOB  | Аеропорт Хевіз-Балатон                                       |
| Дьєр                   | Дьйор-Мошон-Шопрон  | LHPR | QGY  | аеропорт Дйор-Пер                                            |
| Печ                    | Бараня              | LHPP | QPJ  | аеропорт Печ-Погань                                          |
| Національніе аеропорти |                     |      |      |                                                              |
| Фертьйосентміклош      | Дьйор-Мошон-Шопрон  | LHFM |      | аеропорт Фертйосентміклоша                                   |
| Ньїредьгаза            | Саболч-Сатмар-Берег | LHNY |      | аеропорт Ньїредьгаза                                         |
| Шіофок                 | Шомодь              | LHSK |      | аеропорт Шиофока                                             |
| Сегед                  | Чонград             | LHUD |      | аеропорт Сегеда                                              |
| Військові аеродроми    |                     |      |      |                                                              |
| Кечкемет               | Бач-Кішкун          | LHKE |      | авіабаза Кечкемет                                            |
| Папа                   | Веспрем             | LHPA |      | авіабаза Папа                                                |
| Сольнок                | Яс-Надькун-Сольнок  | LHTA |      | авіабаза Сольнок                                             |
| Тасар                  | Шомодь              | LHSN |      | авіабаза Тасар                                               |